# Notacma blandica
Notacma blandica är en stekelart som först beskrevs av Cameron 1885.  Notacma blandica ingår i släktet Notacma och familjen brokparasitsteklar. Inga underarter finns listade i Catalogue of Life.